# Cep bojowy

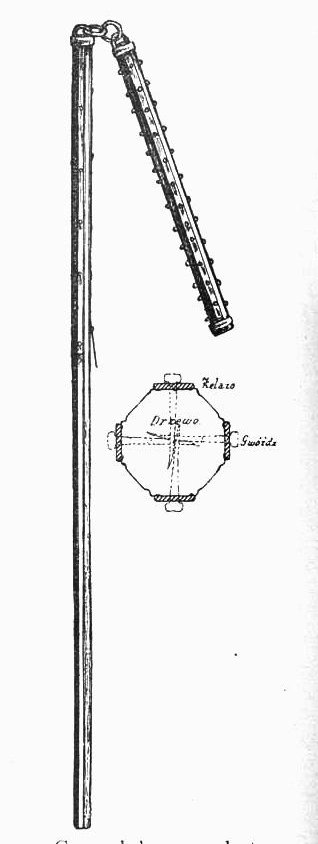
Cep dębowy okuty jako broń pieszych mieszczan

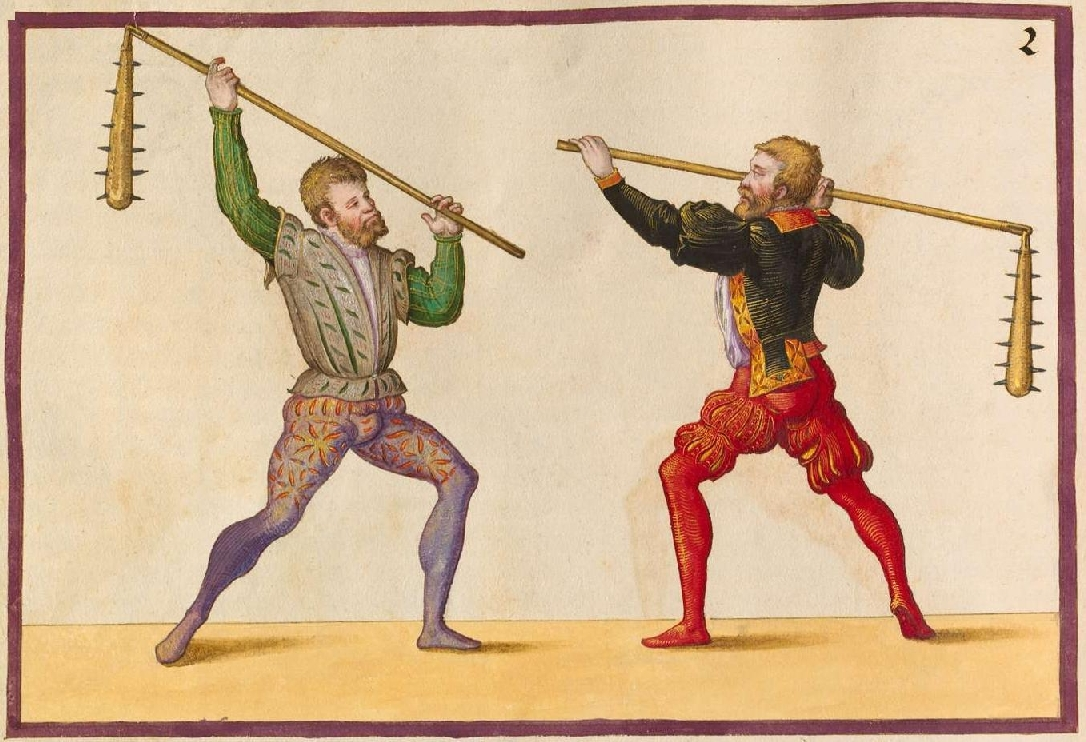
Walka z użyciem cepów bojowych

Cep bojowy – broń drzewcowa używana w średniowieczu podobna do zwykłego cepa, ale zakończona żelazną sztabą lub kolcami często połączonymi z rękojeścią łańcuchem. Używana przez piechotę do XVI wieku. Często wykorzystywana w powstaniach chłopskich w XVII wieku.
Przedstawiony na rysunku dębowy cep był używany do XVII wieku przez mieszczan do obrony murów miejskich. Miał on dzierżak o średnicy 5 i długości 180 centymetrów. Bijak długości 70 centymetrów był zestrugany na kształt ośmiokątny i wzdłuż całej długości okuty czterema stalowymi sztabkami. Każda z nich była przytwierdzona do bijaka dwunastoma ćwiekami. Duże łby tych ćwieków zwiększały siłę rażenia cepa. Dzierżak był podobnie okuty na górnej połowie swej długości. Gązwa (ruchome połączenia dzierżaka z bijakiem) cepa bojowego była wykonana z metalu.
W Chinach używano podobnej broni zwanej samjiegun (trzyczęściowy kostur, po japońsku sansetsukon – 三節棍), wykonanego z trzech drewnianych części (od 60 centymetrów do blisko metra) połączonych krótkim około 6-centymetrowym łańcuchem. Dzisiaj naucza się walki takim cepem w wielu szkołach wushu (kung-fu) na całym świecie. Również w Japonii i na Okinawie stosowano cepy bojowe – nunczako i chigiriki. Najczęściej składało się ono z 30-centymetrowych pałek połączonych łańcuchem lub sznurem. Istniały też różne inne wersje, na przykład z czterema pałkami, z jedną krótszą i tym podobnymi. Obecnie walki tymi typami broni naucza się w sztuce walki kobudō.
W innych językach często nie ma rozróżnienia między cepem bojowym a kiścieniem.